# OHnE Schülerzeitung
OHnE ist seit 1997 die Schülerzeitung am Heinz-Berggruen-Gymnasium in Berlin-Westend. Sie wird schulunabhängig und ohne Aufsicht durch Lehrer von der Redaktion herausgegeben und erscheint zweimal im Jahr bei Konzerten der Schule. Die Chefredaktion besteht aus erfahrenen Redakteuren der Mittel- und Oberstufe.

## Geschichte
Gegründet wurde OHnE im Herbst 1997 vor dem Hintergrund der damaligen Schülerproteste in Berlin. 
Die Schülerzeitung wurde zwischen 2005 und 2008 jeweils als beste Gymnasiums-Schülerzeitung beim Berliner Schülerzeitungswettbewerb ausgezeichnet. Auch beim Spiegel-Schülerzeitungspreis gehörte die Zeitung regelmäßig zu den Gewinnern. 2015 wurde OHnE für ihre Ausgabe zum Thema Widerstand als beste Schülerzeitung Deutschlands in der Kategorie Gymnasium beim Schülerzeitungswettbewerb der Länder ausgezeichnet.

## Name
Der Name der Schülerzeitung leitet sich vom ehemaligen Namen der Schule, Erich-Hoepner-Oberschule (abgekürzt EHO) ab. Die drei Anfangsbuchstaben ergeben umgedreht und ein n eingeschoben den Namen der Schülerzeitung. Einige Ausgaben spielen mit dem Namen, so etwa die Ausgabe zum Thema Drogen, welche mit der Titelzeile Es geht nicht mehr OHnE erschien.

## Stil
Die OHnE setzt sich in jeder Ausgabe speziell mit einem Thema auseinander, das aus politischer, gesellschaftlicher und kultureller Ansicht betrachtet wird. Das Heft ist in die Kategorien Titelthema, Schule, Gesellschaft und Ende aufgeteilt.  Hinzu kommen feste Rubriken wie Lehrer OHnE Worte oder Das Gerücht des Monats. 

## Erfolge
- 2005: 1. Platz beim Berliner Schülerzeitungswettbewerb in der Kategorie Gymnasien
- 2006: 1. Platz beim Berliner Schülerzeitungswettbewerb in der Kategorie Gymnasien
- 2007: 1. Platz beim Berliner Schülerzeitungswettbewerb in der Kategorie Gymnasien, dazu zwei Sonderpreise; 2. Platz in der Kategorie Heftinhalt beim SPIEGEL-Schülerzeitungswettbewerb
- 2008: 1. Platz beim Berliner Schülerzeitungswettbewerb in der Kategorie Gymnasien, dazu drei Sonderpreise; 3. Platz Kategorie Interview beim SPIEGEL-Schülerzeitungswettbewerb
- 2009: 1. Platz beim Berliner Schülerzeitungswettbewerb in der Kategorie Gymnasien, Preisträger in den Kategorien Foto sowie Reportage beim SPIEGEL-Schülerzeitungswettbewerb
- 2010: Sonderpreis in der Kategorie Online-Schülerzeitung beim Berliner Schülerzeitungswettbewerb
- 2011: 3. Platz in der Kategorie Heftinhalt beim SPIEGEL-Schülerzeitungswettbewerb
- 2013: 3. Platz beim Berliner Schülerzeitungswettbewerb in der Kategorie Gymnasien
- 2014: 2. Platz beim Berliner Schülerzeitungswettbewerb in der Kategorie Gymnasien und Sonderpreis Goldener Griffel für beste Berichterstattung zum Thema Europa
- 2015: 1. Platz beim Berliner Schülerzeitungswettbewerb in der Kategorie Gymnasien; 1. Platz beim Schülerzeitungswettbewerb der Länder in der Kategorie Gymnasien; 1. Platz in den Kategorien Interview und Foto beim Spiegel-Schülerzeitungswettbewerb; 2. Preis beim ABI-Schülerzeitungswettbewerb
- 2017: 1. Platz beim Berliner Schülerzeitungswettbewerb in der Kategorie Gymnasien[3]
- 2019: 1. Platz beim Berliner Schülerzeitungswettbewerb in der Kategorie Gymnasien[4]